# Netinera
Netinera Deutschland GmbH è un'azienda partecipata al 100% da Ferrovie dello Stato Italiane (attraverso la società controllata Trenitalia), operante in Germania. Passata sotto il controllo di Ferrovie dello Stato nel dicembre 2010 con la denominazione di Arriva Deutschland S.A., ha assunto la denominazione attuale nel marzo 2011. Dopo l'acquisizione di Regentalbahn nel 2004, la sede dell'azienda è stata spostata presso la sede centrale di Regentalbahn a Viechtach, in Baviera. Nei successivi anni, molte posizioni amministrative e manageriali sono state spostate a Berlino, dove la sede ufficiale dell'azienda è stata trasferita all'inizio del 2023.
È la terza impresa ferroviaria della Germania, dopo Deutsche Bahn e Transdev.

## Storia
Arriva Deutschland S.A. fu fondata nel 2003 a Viechtach da parte di Arriva, impresa ferroviaria privata inglese, con lo scopo di acquisire una fetta di mercato nel campo del trasporto pubblico (ferroviario e su gomma) in Germania.
Nel marzo 2010 l'intero Gruppo Arriva fu acquisito da Deutsche Bahn (DB), le ferrovie statali tedesche. La Commissione europea rilevò che l'acquisizione avrebbe ridotto la concorrenza nel mercato ferroviario tedesco, per cui chiese che Arriva Deutschland fosse venduta a una parte terza.
Alla gara di acquisto parteciparono Ferrovie dello Stato S.p.A. (le ferrovie statali italiane) insieme all'investitore lussemburghese Cube Infrastructure e Veolia Transport (una società privata francese che opera nel trasporto pubblico locale).
In data 8 dicembre 2010 il Supervisory Board e il Management Board di Deutsche Bahn accettarono l'offerta del Gruppo Ferrovie dello Stato.
Arriva Deutschland S.A. sarebbe stata guidata da una holding (chiamata FS 2 Move) per il 51% delle FS e per il 49% del fondo lussemburghese.
Il 25 febbraio 2011 è stato ufficializzato l'acquisto da parte di Ferrovie dello Stato dopo che il 16 febbraio la Commissione europea aveva dato il parere favorevole.
Il Gruppo FS, nel marzo 2011, ha cambiato il marchio societario di Arriva Deutschland in Netinera.
Il 17 febbraio 2012, Netinera ha annunciato che UniCredit Leasing avrebbe vinto la gara internazionale per finanziare l'acquisto di 11 nuovi treni per il trasporto locale. L'operazione, conclusa tra UniCredit Leasing Gmbh e Netinera Deutschland GmbH, si è articolata in due contratti di leasing della durata di 11 e 10 anni rispettivamente per tre convogli GTW e otto Double Decker, tutti prodotti dalla svizzera Stadler. L'importo complessivo del finanziamento è stato di 73,2 milioni di euro e ha coperto l'intero costo di acquisto dei treni con consegna entro il 2013.
Il 29 novembre 2020 l'UE autorizza il gruppo FS a rilevare il 100% dell'azienda.

## Servizi
Netinera controlla e gestisce il traffico ferroviario in tre ferrovie tedesche:
- Osthannoversche Eisenbahnen (294 km)
- Prignitzer Eisenbahn (215 km). L'azienda non opera più nel traffico ferroviario dal 2012.
- Regentalbahn (42 km)[7]

Il 7 giugno 2011, Netinera si è aggiudicata la prima gara di appalto in Bassa Sassonia: il valore è pari a 240 milioni di euro.
Netinera opera anche su linee di proprietà statali in molte regioni tedesche: Amburgo, Bassa Sassonia, Baviera, Berlino, Brandeburgo, Brema, Meclemburgo-Pomerania Anteriore, Renania Settentrionale-Vestfalia, Sassonia e Turingia.
Per quanto riguarda il trasporto su gomma, Netinera, opera in: Assia, Baviera, Brandeburgo, Meclemburgo-Pomerania Anteriore, sud della Sassonia e il nord della Renania Settentrionale-Vestfalia.
La società gestisce anche servizi transfrontalieri nei Paesi Bassi e in Repubblica Ceca.
Il trasporto merci su lunga distanza viene effettuato in varie parti della Germania e in particolar modo sulle linee di sua proprietà.
In totale Netinera dispone di: 230 locomotive, 1500 autobus, 3540 lavoratori, che contribuiscono a far viaggiare 29 milioni di treni per chilometro e 55 milioni di bus per chilometro.

## Holding
Netinera possiede in parte o totalmente, alcune aziende tedesche che lavorano nel settore del trasporto pubblico locale:
- Arriva Bachstein SpA: è presieduta per l'86% da Netinera e per il 14% da un consorzio che gestisce il trasporto pubblico locale a Bachstein. Questa azienda opera sia nel settore ferroviario che in quello automobilistico e gestisce i servizi portuali.
- Autobus Sippel SpA: gestisce il trasporto su gomma nell'Aeroporto di Francoforte sul Meno.
- PE Arriva SpA: gestisce alcune relazioni ferroviarie nelle regioni di Berlino, Brandeburgo, Meclemburgo-Pomerania Anteriore, Renania Settentrionale-Vestfalia e nei collegamenti transfrontalieri con i Paesi Bassi.
- Regentalbahn SpA: opera in Baviera e nella Repubblica Ceca attraverso la Vogtlandbahn.
- Südbrandenburger Nahverkehrs SpA: opera servizi automobilistici di linea e scuolabus nella regione Lusazia-Spreewald.
- Verkehrsbetriebe Bils SpA: è la più grande compagnia privata automobilistica che opera a Münsterland.

## Marchio
Il marchio di Netinera reca il logo di Ferrovie dello Stato Italiane applicato a tutte le controllate del Gruppo FS.
Il nome "Netinera" nasce dalla fusione del sostantivo inglese net (rete) e il sostantivo latino itinera (percorso), coniugando i valori del passato (itinera) con le innovazioni del presente (net).

## Galleria d'immagini

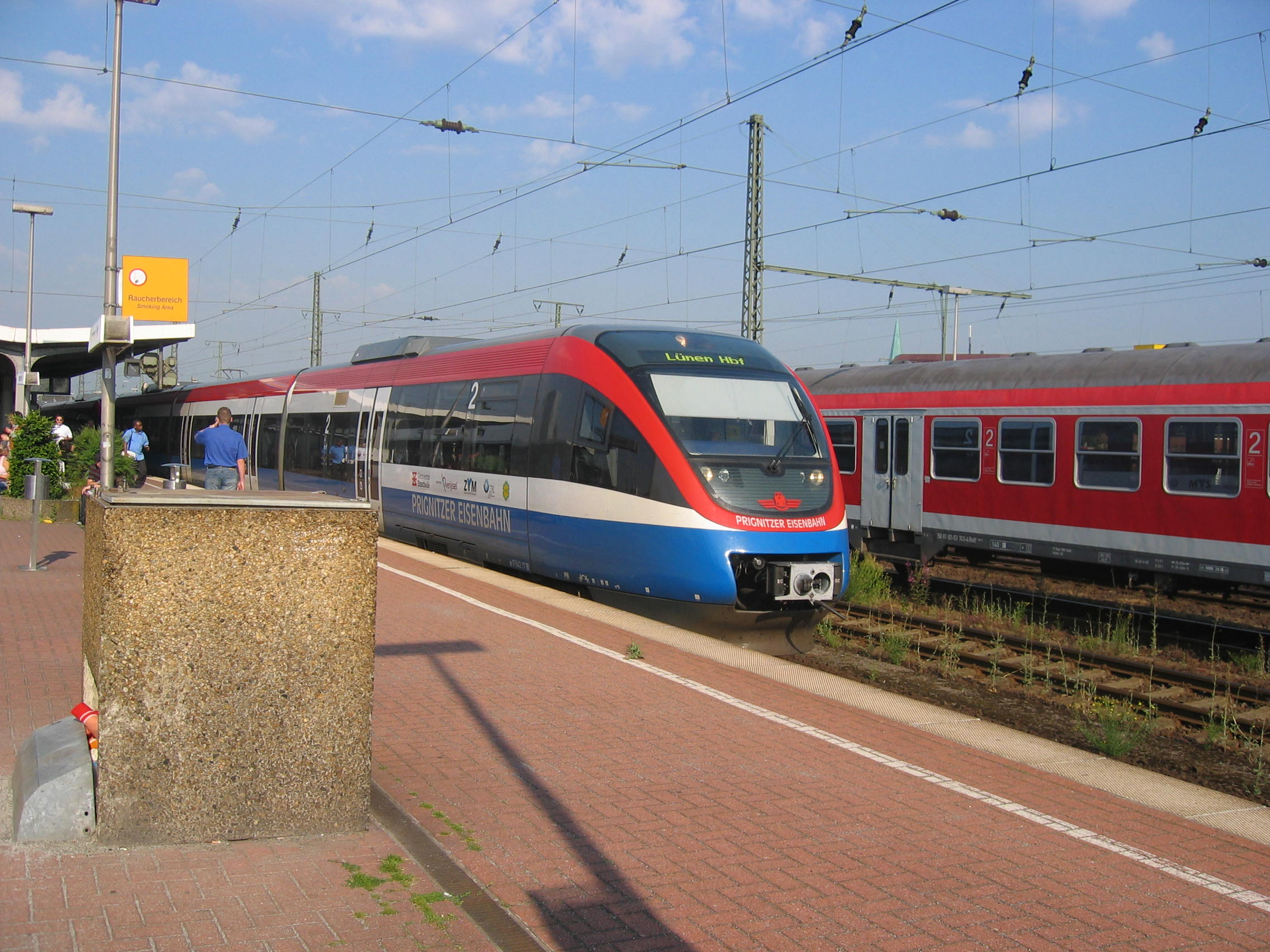
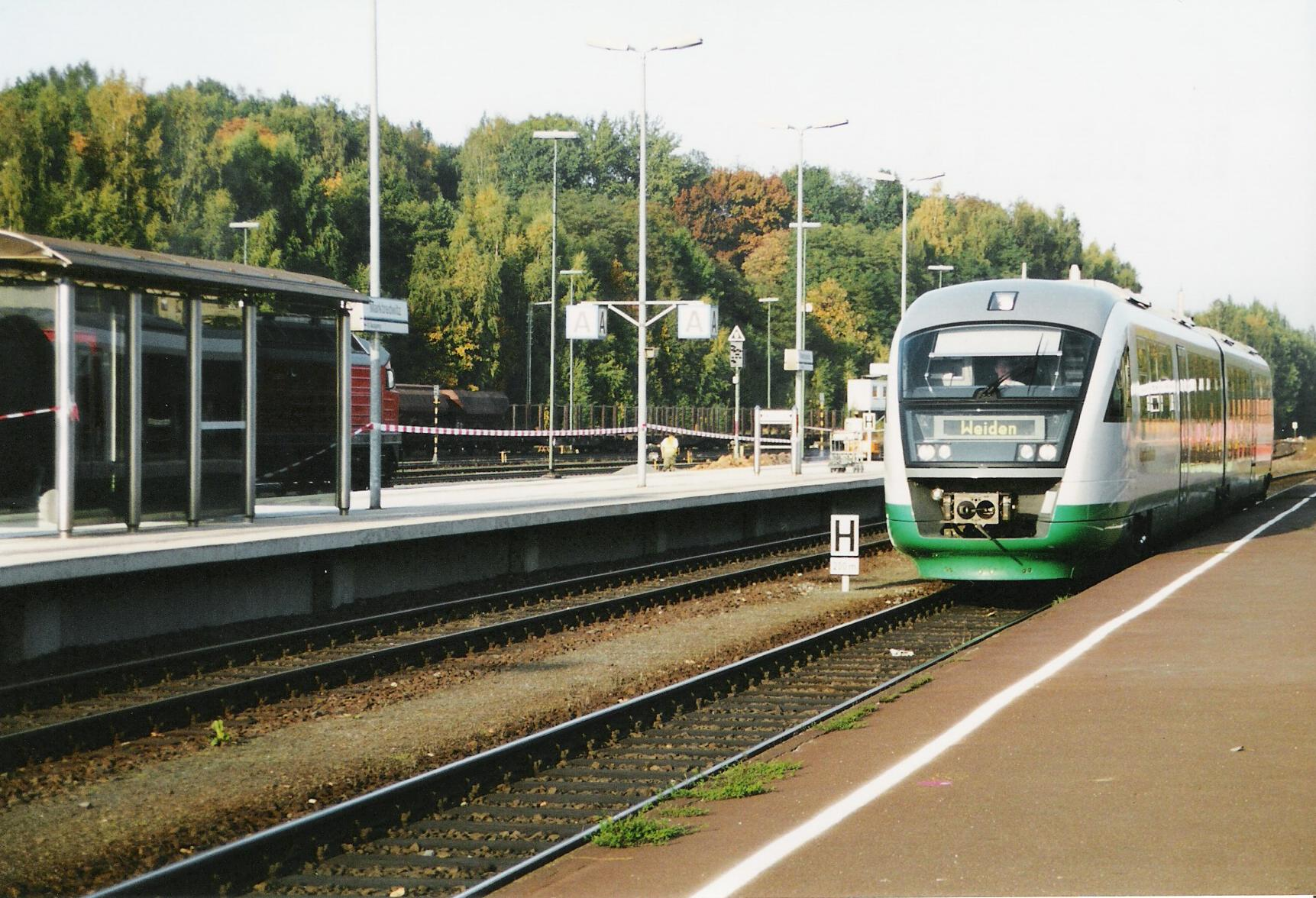
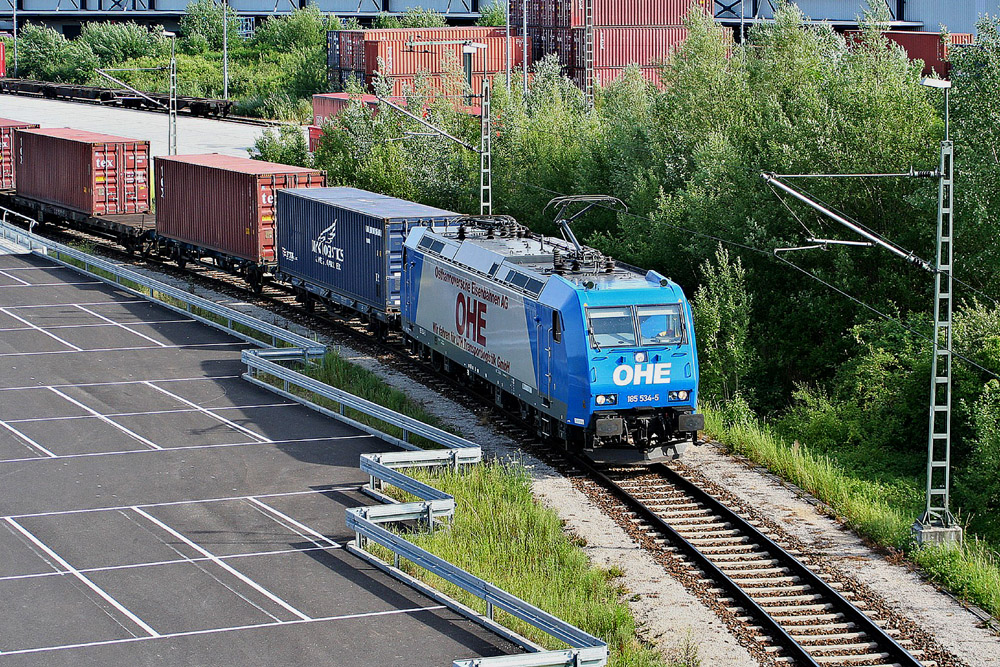
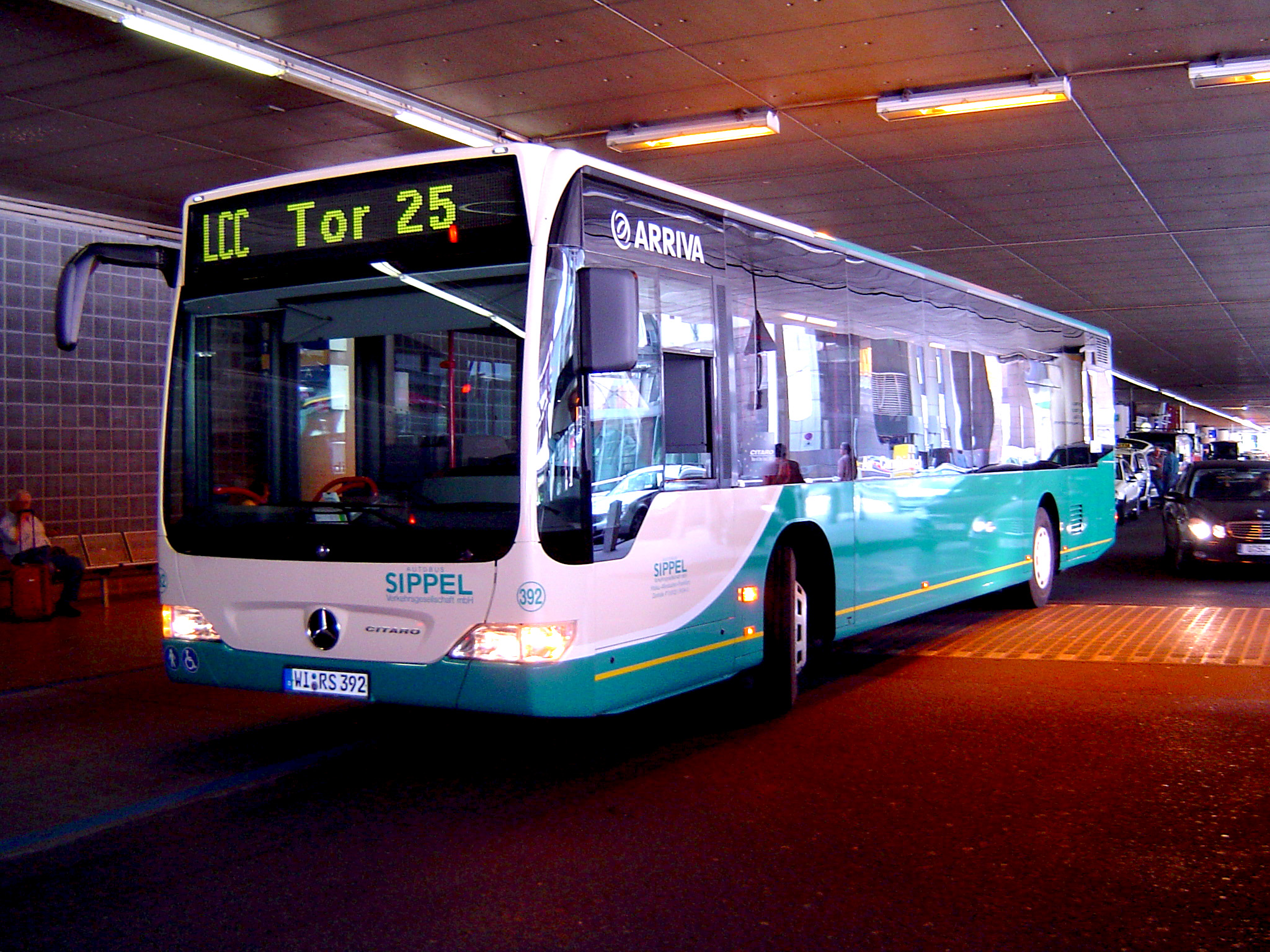